# Armin Frei
Armin Frei (* 26. Mai 1931 in Zürich, heimatberechtigt in Zürich und Weiningen ZH; † 23. Januar 2012) war ein Schweizer Elektroingenieur und Erfinder. Er war Mitentwickler der weltweit ersten Quarzarmbanduhr Beta 1, insbesondere Erfinder des dazu verwendeten miniaturisierten Quarzschwingkreises.

## Leben  und Werk
Armin Heinz Frei besuchte die kantonale Oberrealschule Zürich von 1945 bis 1950 und schloss mit der Matura Typus C ab. Von 1952 bis 1956 folgte das Studium der Elektrotechnik an der ETH Zürich mit Abschluss als Dipl. El. Ing. ETH. Am Institut für höhere Elektrotechnik der ETH war er ab Frühjahr 1956 als Assistent und wissenschaftlicher Mitarbeiter tätig. Seine Doktorarbeit trug den Titel Lösung der Diffusionsgleichung einer rotationssymmetrischen Halbleiterdiode unter Berücksichtigung von Raum- und Oberflächenrekombination mit Hilfe eines Analogienetzwerkes. Mit dieser Dissertation wurde er bei Max Strutt 1958 promoviert.
Wie viele seiner Schweizer Kollegen auf dem Gebiet der Elektronik zog es Frei nach den USA. Er trat 1959 eine Stelle in den RCA David Sarnoff Research Laboratories in Princeton (New Jersey) an. 1961 wechselte er zu Varian Associates in Mountain View, wo er auf dem Gebiet der Halbleitertechnik forschte. Seine Rückkehr in die Schweiz erfolgte 1963. Dort trat er eine Stelle im 1962 gegründeten Centre Electronique Horloger (CEH) in Neuenburg NE an. Da diese Organisation von Schweizer Uhrenfirmen gegründet wurde, um gemeinsame Forschung und Entwicklung im Bereich der Uhren zu betreiben, widmete sich Frei den dazu nötigen Zeitgebern. Anfänglich beschäftigte er sich mit Atomuhren. Dann erforschte er Quarzoszillatoren, um stäbchenförmige Quarzkristalle bei Resonanzfrequenzen unter 10 kHz zu miniaturisieren. Frei und Rolf Lochinger machten 1965 einen Vorschlag für ein elektronisches Armbanduhrkaliber mit einem Schwingquarz bei einer akustischen Frequenz und einem mehrstufigen Halbleiter-Frequenzteiler zum Antrieb eines Schrittmotors im Sekundentakt. Ihr Projekt erhielt den Namen Beta 1. Parallel dazu wurde ein konkurrierendes Projekt Beta 2 verfolgt. Frei leistete dabei Pionierarbeit bei der Entwicklung eines Schwingquarzes mit 8'192 Hz Resonanzfrequenz und einer Länge von 24 mm, welcher in einem evakuierten Metallgehäuse von 27 mm Länge untergebracht war. Frei hatte bereits 1966 einen funktionsfähigen Schwingkreis bereit, welcher weiterentwickelt Mitte 1967 in einer Kleinserie des Kalibers CEH 1020 verwendet wurde. Dieses Kaliber, eingebaut in rechteckige Gehäuse, erbrachte ausserordentlich gute Resultate im Chronometerwettbewerb des Jahres 1967. Es handelte sich um die erste, voll funktionsfähige Quarzarmbanduhr der Welt nach einem Konzept, welches sich später allgemein durchsetzte. So bestehen seit 1983 von Beginn weg die weitverbreiteten Swatch-Quarzarmbanduhren aus einem 32'768 Hz-Schwingquarz, einem CMOS-Frequenzteiler auf 1 Hz und einem Schrittmotor zur traditionellen mechanischen Anzeige der Zeit. Allerdings werden dazu Schwingquarze in der Form einer miniaturisierten Stimmgabel verwendet.
Frei verliess CEH 1967, weil das Management das konkurrierende Projekt Beta 2 und dessen Nachfolger Beta 21 vorzog. Er wechselte zum IBM Research Laboratory in Rüschlikon bei Zürich, wo er bis 1992 auf dem Gebiet der Kommunikationstechnik arbeitete.

## Patente
- Patentliste mit Armin Frei als Erfinder. patents.google.com, abgerufen am 18. August 2022.

- Patente betreffend Quarzarmbanduhren:
  - CH 461 382: Vorrichtung mit Biegeschwingern zum Aufhängen von X-Y-Biegequarzen in Zeitmessgeräten. Prioritätsdatum 15. August 1966, abgerufen am 18. August 2022.
  - DE1275640B: Temperaturkompensation von Quarzschwingkreis. Prioritätsdatum 23. September 1966 Schweiz, abgerufen am 18. August 2022.
  - Armin Frei et al.: US3534544A: Electronic Watch. Prioritätsdatum 30. Dezember 1966 Schweiz, abgerufen am 18. August 2022.
  - CH 503 312: Kondensator mit stufenweise veränderlicher Kapazität in einem Zeitmessgerät.  Prioritätsdatum 18. August 1967, abgerufen am 18. August 2022.

## Privatleben
Frei war verheiratet mit Käthie Frei-Steinegger.